# Bình Phú, thành phố Bến Tre
Bình Phú là một xã thuộc thành phố Bến Tre, tỉnh Bến Tre, Việt Nam.

## Địa lý
Xã Bình Phú nằm ở phía tây thành phố Bến Tre, có vị trí địa lý:
- Phía đông giáp Phường 6 và Phường 7
- Phía tây giáp huyện Mỏ Cày Bắc với ranh giới là sông Hàm Luông
- Phía nam giáp Phường 7
- Phía bắc giáp xã Sơn Đông và huyện Châu Thành.

Xã có diện tích 9,66 km², dân số năm 2019 là 9.589 người, mật độ dân số đạt 993 người/km².

## Lịch sử
Trước năm 1975, Bình Phú là một ấp thuộc xã An Hội, quận Trúc Giang, tỉnh Kiến Hòa. Sau năm 1975, ấp Bình Phú được chuyển thành xã Bình Phú thuộc thị xã Bến Tre.
Ngày 5 tháng 4 năm 2013, Chính phủ ban hành Nghị quyết 49/NQ-CP. Theo đó, sáp nhập xã Mỹ Thành thuộc huyện Châu Thành vào thành phố Bến Tre.
Trước khi sáp nhập, xã Bình Phú có diện tích 6,55 km², dân số là 7.251 người, mật độ dân số đạt 1.107 người/km². Xã Mỹ Thành có diện tích 3,11 km², dân số là 2.338 người, mật độ dân số đạt 752 người/km².
Ngày 10 tháng 1 năm 2020, Ủy ban Thường vụ Quốc hội ban hành Nghị quyết số 856/NQ-UBTVQH14 về việc sắp xếp các đơn vị hành chính cấp xã thuộc tỉnh Bến Tre (nghị quyết có hiệu lực từ ngày 1 tháng 2 năm 2020). Theo đó, sáp nhập toàn bộ diện tích và dân số của xã Mỹ Thành vào xã Bình Phú.